# 非命副擬花介
非命副擬花介（学名：Paracytherois feiminga）为魚形介科副擬花介屬下的一个种。